# Benteler
Benteler International AG — немецкая частная холдинговая компания, работающая в области производства автомобильной техники, стали и труб, а также машиностроения. Штаб-квартира Benteler International AG находится в Зальцбурге (Австрия) с 2010 года. Владелец — немецкая семья Бентелер.
Операционная деятельность группы Benteler организована в двух независимых бизнес-структурах Benteler Automotive и Benteler Steel/Tube и управляется Benteler Business Services GmbH (до 2016 года — Benteler Germany GmbH), базирующейся в Падерборне. В группе Benteler работают около 22 000 человек в 87 точках в 26 странах. Оборот в 2022 финансовом году составил 8,954 млрд евро.

## История
Карл Бентелер открыл в 1876 году магазин бытовой техники в Билефельде, который был возглавлен в 1908 году его сыном Эдуардом Бентелером. В 1916 году он купил машиностроительный завод, на котором производились трубы, которые впервые были протянуты в 1918 году. В 1922 году Эдуард Бентелер основал компанию Benteler-Werke Aktiengesellschaft, которая в 1923 году начала производство бесшовных и сварных труб в Падерборне и Шлосс Нейгаузе. 1935 год ознаменовался первым крупным заказом для автомобильной промышленности: Benteler произвёл выхлопные трубы для Ford Eifel. Во время Второй мировой войны на заводе Benteler в Билефельде строили зенитные орудия (включая зенитные орудия 2-cm-Flak 38 и 2-cm-Flak-Vierling 38) до тех пор, пока завод не был разрушен в 1944 году в результате воздушного налёта.
После Второй мировой войны сыновья Бентелера Эрих и Гельмут восстановили бизнес и значительно расширили ассортимент. С того момента Benteler был поставщиком для велосипедной и автомобильной промышленности, производя бесшовные и горячекатаные трубы, а также оборудование для отделки текстиля, обработки пластмасс и стекла. В зданиях бывшего военного аэропорта Падерборн-Мёнкело в сотрудничестве с гонщиком и дизайнером Германом Гольбейном с 1950 по 1952 год Benteler произвел около 2000 экземпляров маленького автомобиля «Чемпион». Затем в Мёнкело некоторое время производились холодильники марки Delta.
Логотип Benteler — перевернутый треугольник, состоящий из трех меньших треугольников — используется с 1949 года. Три маленьких треугольника символизировали детей Эдуарда Бентелера: Ильзу, Эриха и Гельмута, в чье владение предприятие перешло в равных долях после смерти отца. Окружной большой треугольник должен символизировать дальнейшее существование компании в целом.

### Консолидация и развитие основных направлений бизнеса

#### Steel/Tube
В 1955 году на недавно построенном сталелитейном заводе в Падерборне-Нейгаузе была произведена первая сталь, а в 1958 году здесь была введена в эксплуатацию первая в мире непрерывно работающая установка непрерывного литья заготовок. В 1974 году начал свою работу электрометаллургический завод, построенный в Лингене (Эмс), который до сих пор производит сталь для собственных заводов горячекатанных труб в Динслакене и Падерборне, а также для внешних заказчиков.
В 2007 году Benteler приобрела швейцарскую компанию Rothrist Rohr AG, которая производит сварные прецизионные трубы — в основном для автомобильной промышленности. Таким образом, заводы по производству стальных труб в Ротристе и Боттропе стали собственностью группы. В 2011 году произошел крупный пожар на заводе по производству горячекатанных труб компании Benteler Steel Tube GmbH в Динслакене; производство было остановлено на несколько месяцев. В 2015 году Benteler Steel/Tube открыла завод по производству горячекатанных труб в Шривпорте, штат Луизиана. Подразделение имеет семь производственных площадок, а также семь офисов продаж, а объем продаж в 2022 году составил 1,882 миллиарда евро.

#### Automotive
В 1977 году в Падерборн-Талле на самом важном заводе по производству комплектующих для автомобильной промышленности, который был основан в 1956 году, впервые были произведены автомобильные мосты. В 1985 году здесь была построена линия для первого крупного контрактного производства осей для заднеприводных автомобилей.
В 1979 году всемирное расширение началось с открытия первого завода в США. С 1991 года Benteler также специализируется на своевременном производстве и поставке готовых к установке компонентов для производителей автомобилей. К этому времени подразделение Automotive уже было больше, чем подразделение Steel/Tube. Отныне почти каждый год по всему миру новые заводы Benteler начинали свою деятельность. Для того, чтобы иметь возможность эффективно снабжать локальных производителей автомобилей, были построены или выкуплены производственные площадки в Северной Америке (с 1979—2017 год, 9 заводов), Южной Америке (с 1996 года 6 заводов), Южной Европе (с 1990 года, 14 заводов), Восточной Европе (с 1995 года, 10 заводов), Северной Европе (с 2009 года 3 завода) и Азии (с 2000 года 15 заводов). В рамках совместного предприятия с китайской компанией Changan Automobile Group в 2018 году были построены дополнительные производственные мощности в Китае. Строительные работы на новом заводе Benteler в Чехии в городе Клаштерец-над-Огржи также завершились в 2018 году.В 2019 году был открыт новый завод в Мосе, Испания.
В 2008 году Benteler и находящаяся в Висбадене группа SGL основали совместное предприятие Benteler-SGL, специализирующееся на легких конструкциях из углеродных материалов, чтобы дополнить свое фокусирование к стали опытом в строительстве легких конструкций. В начале 2009 года совместное предприятие также приобрело Fischer Composite Technology GmbH в Рид-им-Иннкрайс в Австрии. В ноябре 2017 года Benteler и SGL Group договорились о продаже 50-процентной доли Benteler в совместной компании группе SGL. Также в 2009 году Benteler приобрела подразделение Automotive Structures норвежской Norsk Hydro Group — международного производителя алюминия, базирующегося в Осло.

#### Distribution
В 1957 году в Берлине был построен первый склад для труб и стали, который сегодня принадлежит подразделению Benteler Distribution. За эти годы Benteler основал или приобрел более 50 офисов продаж и других складских помещений в Европе, Азии и Австралии. В 2018 году в Benteler Distribution входили 24 компании в Европе и Азии, а также другие связанные с этим торговые компании в Германии, Швейцарии, Северной и Восточной Европе.
В апреле 2014 года было заложено строительство для нового центрального склада в порту Дуйсбург. Завершенный в 2015 году склад с самой большой в Европе системой высоких стеллажей имеет 35 тыс. м² складских помещений для 27 тыс. тонн труб.
Benteler Distribution — была торговой компанией, располагающей складскими помещениями для труб, в которой работало около 1500 человек в более 50 точках в почти 30 странах.
27 августа 2019 года группа Benteler объявила о продаже подразделения Benteler Distribution (подразделение по торговле сталью и стальными трубами) голландской компании Van Leeuwen Pipe and Tube Group. Сделка была закрыта 29 ноября 2019 года после одобрения антимонопольными органами. Теперь подразделение является частью Van Leeuwen Pipe and Tube Group.

### Реструктуризация
В 1999 году Benteler был преобразован в холдинговую компанию с первоначально четырьмя независимо действующими подразделениями Automotive, Steel/Tube, Maschinenbau (интегрирован в подразделение Automotive в 2005 году) и Distribution.
Основанная в 2010 году Benteler International AG со штаб-квартирой в Зальцбурге взяла на себя функции стратегического управления группой. С тех пор в Benteler Business Service GmbH (до 2016 г. — Benteler Germany GmbH), расположенной в Падерборне, было организовано оперативное управление тремя подразделениями: Automotive, Steel/Tube и Distribution.
В апреле 2017 года Хубертус Бентелер, владелец компании и долгие годы являвшийся председателем правления, вступил в наблюдательный совет. Руководство возглавил Ральф Геттель, ранее возглавлявший подразделение Automotive. Таким образом, впервые за 140-летнюю историю компании ее формально не возглавляет ни один из членов семьи Бентелер. В 2022 году в группе работает около 22 000 человек.

## Текущая деятельность
Benteler представлен в 26 странах Африки, Азии, Европы, Северной и Южной Америки с 73 заводами и 87 представительствами. В Германии Benteler имеет филиалы (заводы, торговые и инженерные офисы, склады, административные офисы) в 23 городах. Заводы Benteler расположены в немецких городах Падерборн-Талле, Билефельд, Дюссельдорф, Кёльн, Варбург, Саарлуис, Лихтенау-Клайненберг, Айзенах и Швандорф (Automotive и Glass Processing) и в з Нойхаус/Падерборн, Линген , Динслакен (Steel/Tube). В России Benteler принадлежит производство в Калуге и инженерное бюро в Новгороде.
В 2022 году Группа Benteler инвестировала 67 миллионов евро в исследования и разработки и подала заявки на 30 патентов. Научно-исследовательские и опытно-конструкторские работы сосредоточены на легких конструкциях, безопасности и эффективности в автомобильной промышленности и разработке материалов в области Steel/Tube.